# Shekhani
Le shekhani est une langue nouristanie parlée dans le col de Broghil du Chitral.
On ne sait pas grand-chose sur la langue, mais on suppose qu'il s'agit d'une variété du dialecte kata-vari (en). C'est l'une des langues du district de Chitral. Actuellement, une écriture latine et une écriture arabe sont en cours de développement pour le shekhani. Son nom khowar est sheikhwar, qui signifie « langue des cheikhs ». Elle est actuellement en danger en raison de son isolement des autres langues nouristanies et de sa proximité avec les langues dardes et iraniennes. Le shekhani est maintenant principalement parlé par les personnes âgées.